# Крузер
Крузер је велики брод са кабинама за спавање и превози људе коју су на одморима или празницима. Стотине хиљада људи иду на крстарења сваке године. Крстарења коштају просечно око 600 долара за недељу дана. То укључује оброке на броду у њиховом ресторану као и малу кабину за спавање.
Данашњи крузери су као плутајући хотели. Имају потпуну угоститељско особље. Оно служи храну и помаже путницима на разноврсне начине. Највећи светски крузери имају казина, продавнице, бројне ресторане, по неколико базена, као и атлетске стазе. Најскупља крстарења углавном имају већи број особља него путника. То значи да људи који су запошљени на крузеру могу у потпуности дати најквалитетнију могућу услугу. Данас, стотине крузера плови по целом свету. Неки носе и преко 3000 путника. То су неки од највећих бродова који су икада направљени. За нека места, попут Антарктика, туристима крузер представља једини начин на који је могуће обићи такве дестинације.
Савремени бродови за крстарење имају тенденцију поседовања мање јачине трупа, брзине и окретности у односу на океанске бродове. Међутим, они су додали додатне погодности како би задовољили потребе наутичких туриста, при чему су недавна пловила описана као „плутајући кондоминијуми са балконима”.
Према подацима из децембра 2018. године у свету је радило 314 крузера, укупног капацитета 537.000 путника. Крстарење је постало главни део туристичке индустрије, са процењеним тржиштем од 29,4 милијарди долара годишње, и са преко 19 милиона путника угошћених широм света према подацима из 2011. године. Због брзог раста индустрије, девет или више новоизграђених бродова који опслужују северноамеричку клијентелу додаје се сваке године од 2001, као и других који опслужују европску клијентелу све до пандемије Ковида-19 2020. године, која је довела до потпуног заустављања целе индустрије.
Према подацима из 2021. године највећи путнички брод на свету је Симфонија мора Краљевских Кариба.

## Историја

### Порекло
Италија, која је традиционални фокус Гранд тура, понудила је рано искуство крстарења на Франциску I, који је вијорио заставу Краљевине две Сицилије. Изграђен 1831. године, Франциско I је испловио из Напуља почетком јуна 1833. године, чему је претходила рекламна кампања. Племићи, власти и краљевски принчеви из целе Европе укрцали су се на брод за крстарење, који је за нешто више од три месеца отпловио до Таормине, Катаније, Сиракузе, Малте, Крфа, Патраса, Делфа, Закинтоса, Атине, Смирне и Цариграда, одушевљавајући путнике излетима и обиласцима са водичем, плесом, столовима за карте на палуби и забавама на броду. Међутим, био је ограничен на европску аристократију и то није био комерцијални подухват.
Предузеће П&О је прво увело услуге крстарења путника 1844. године, оглашавајући морске туре до одредишта попут Гибралтара, Малте и Атине, која су пловила из Саутемптона. Као претеча модерних одмора на крстарицама, ова путовања су била прва те врсте. П&О Црузес је најстарија линија за крстарење на свету. Компанија је касније увела кружна путовања до одредишта попут Александрије и Цариграда. Тај бизнис је прошао кроз период брзе експанзије у другој половини 19. века, са пуштањем у рад већих и луксузнијих бродова за опслуживање све већег тржишта. Значајни бродови тог доба укључују СС Равену изграђену 1880. године, која је постала први брод изграђен са потпуном челичном надградњом, и СС Валета изграђена 1889. године, који је био први брод који је користио електрична светла.
Крстарење немачког брода Августа Викторија по Средоземљу и Блиском истоку од 22. јануара до 22. марта 1891. са 241 путника (укључујући Алберта Балина и његову супругу) популаризирало је крстарења на ширем тржишту. Кристијан Вилхелм Алерс је објавио илустровани приказ тог путовања као Backschisch (Бакшиш).
Прво пловило изграђено искључиво за луксузно крстарење била је немачка Принцеза Викторија Луис, коју је дизајнирао Алберт Балин, генерални директор линије Хамбург-Америца. Брод је завршен 1900. године.
Пракса луксузних крстарења постојано је улазила у успостављено тржиште трансатлантских прелаза. У конкуренцији за путнике, океански лајнери - при чему је Титаник најпознатији пример - додали су раскоши, попут финог вечеравања, луксузних услуга и кабине за приватније састанке. Крајем 19. века, Алберт Балин, директор линије Хамбург-Америка, први је послао своје трансатлантске бродове на дуга јужна крстарења током најгоре сезоне у северноатлантским зимама. Друге компаније су то следиле. Неки од њих су градили специјализоване бродове дизајниране за лаку трансформацију између летњих прелаза и зимских крстарења.
Године 1897. три луксузна брода линијске пловидбе, сви у европском власништву, нудили су превоз између Европе и Северне Америке. Године 1906. број се повећао на седам. Британска Инман Лајн поседовала је пловило Град Париз, а фирма Канард Лајн је имала Кампанију и Луканију. Вајт Стар Лајн је поседовала Маџестик и Тутоник. Ла Лорен и Ла Савој су пловили за француску фирму Compagnie Générale Transatlantique.

## Галерија
- Морски путник у луци Кобе у марту 2013
- Крузер Краљица Елизабета у Хамбургу
- МС Галаксија у луци Маријехамн, Оландска Острва, у фебруару 2016.
- Крузери у Талинској путничкој луци у Талину, Естонија – популарно туристичко одредиште
- "Disney Wonder " крузер у Ванкуверу 2023.године
- "Norwegian Jewel" крузер у луци Ванкувер у Канади 2023. године
- "Рубин Принцеза" крузер у луци Кечикан на Аљасци 23023.г.
- "Гранд Принцеза"крузер у луци Кечикан на Аљасци 2023.г.